# 金子一義
金子 一義（かねこ かずよし、1942年〈昭和17年〉12月20日 - ）は、日本の政治家、元衆議院議員（10期）、自由民主党岐阜県支部連合会顧問。
衆議院厚生委員長、衆議院大蔵委員長、建設政務次官、内閣府特命担当大臣（規制改革担当、産業再生機構担当）、地域再生担当大臣、衆議院予算委員長、国土交通大臣（第11代）、自民党衆議院議員総会長、金融調査会長、住宅土地・都市政策調査会長等などを歴任した。

## 来歴・人物

### 生い立ち
都立九段高校、慶應義塾大学経済学部経済学科卒業。大学時代は加藤寛（後、金子が内閣府特命担当大臣（規制改革担当）在任中、内閣府規制改革担当顧問）の下でソ連経済論や経済政策論などを学ぶ。慶應大卒業後、日本長期信用銀行に入行した。同銀行を退職後、父・金子一平の下で秘書を務め、1986年の第38回衆議院議員総選挙に自由民主党公認で、父の地盤を受け継ぐ形で旧岐阜2区から出馬し、初当選。当選後、宏池会（宮澤派）に入会。

### 政治家として
元々は加藤紘一の側近であり、2000年に起きた加藤の乱では加藤に同調し、第2次森内閣不信任決議案の採決を欠席。加藤の乱による宏池会の分裂後も弱小化した加藤派に留まっていたが、2002年に同派を離脱し堀内派に移った。以降は、大宏池会構想を推進し、分裂した宏池会の再集を主張していた。

### 小泉政権
2003年9月、第1次小泉第2次改造内閣にて、内閣府特命担当大臣（規制改革担当、産業再生機構担当）として初入閣し、併せて、行政改革担当や構造改革特区担当の国務大臣職も兼務した。同年10月、地域再生本部の設置に伴い地域再生担当大臣も追加した。
第43回衆議院議員総選挙を経て第2次小泉内閣が成立すると、再び入閣し、内閣府特命担当大臣（規制改革担当、産業再生機構担当）に再任された。内閣改造による第2次小泉改造内閣の発足にともない、内閣府特命担当大臣（規制改革担当、産業再生機構担当）を退任した。
2005年の第44回衆議院議員総選挙では金子と郵政民営化法案の採決で反対票を投じたために公認を得られなかった藤井孝男が共に岐阜4区で出馬し、接戦の末に藤井を下して金子が岐阜4区で当選する。この選挙では、岐阜県連会長だった古屋圭司も同様に無所属での出馬を余儀なくされ、県連会長を辞任したため、金子が後任の県連会長に就任した。

### その後
2006年10月、衆議院予算委員長に就任。
2008年9月、麻生内閣で国土交通大臣に就任した中山成彬が失言により在任5日で辞任した。それにともない空位となった国土交通大臣の後任に選任され、国土交通大臣臨時代理の河村建夫より職務を引き継いだ。大臣在任中、減少傾向が続いていた公共事業関係費が10年ぶりに増額し、当初予算に加え補正予算、予備費等で大幅に上積みした。
同年8月の第45回衆議院議員総選挙では岐阜4区で民主党の今井雅人を下し、8選。
2012年12月の第46回衆議院議員総選挙において9選。2014年12月の第47回衆議院議員総選挙において10選。
2017年10月の第48回衆議院議員総選挙に際して政界引退を決め、自身の地盤を長男・金子俊平が受け継ぐ形で、自民党公認で同じ岐阜県第4区から立候補し、当選。
2018年春の叙勲で旭日大綬章を受章。

## 政策・主張

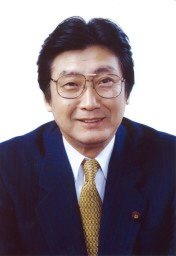
第1次小泉第2次改造内閣入閣時に公表された肖像（2003年撮影）

貸金業制度
自民党金融調査会の会長を務めていた際、貸金業制度の見直しに取り組んだ。日本共産党の機関紙しんぶん赤旗には消費者金融大手の企業プロミスから献金を受け取っていると報じられていたが、最終的には、上限金利（年29.2%）を20%に引き下げグレーゾーン金利を撤廃するものの、年25.5%の特例高金利を2年間継続する案をまとめた。
世襲制限
2008年から自民党内で議論されている世襲政治家の立候補制限について、「意味のある議論ではない」と述べた。自身はこの22年前に父の引退と同時に党から公認を得て当選、9年後には自身の引退と同時に長男が党から公認を得て立候補。
宗教
新宗教崇教真光の秋季大祭に少なくとも2001年から2007年まで出席しており、来賓として祝辞を述べた。
タクシー政策
平成25年に議員立法の筆頭に立ち、タクシー減車法改正による独占禁止法の例外としてタクシー産業を位置づける。
選択的夫婦別姓制度
- 選択的夫婦別姓制度の導入にどちらかといえば反対。

## 政治資金問題
公職選挙法違反疑惑
2003年に、公共事業を受託している企業から250万円の特定寄付の受け取りが疑われ、これは公共事業請負企業からの「選挙に際し、選挙に関する事項を動機とした」献金を禁じた公職選挙法違反の疑いがあると報道された。
国交相在任時のパーティー
国土交通相在任中の2009年、「大臣規範」で自粛を求められている大規模な政治資金パーティーを計2回開催し、約5200万円を集めていた。
地元受注誘導疑惑
日本共産党の機関紙しんぶん赤旗に、2009年、高速道路の4車線化工事をめぐり、地元業者の受注拡大につながるよう利益誘導的な動きを行っていた金子が支部長を務める「自民党岐阜県第四選挙区支部へ、地元建設業者から60万円の献金があったと報じられた。

## 不祥事
労働保険未加入
2009年1月、金子の資金管理団体「飛友会」が、私設秘書8人分の労働保険に未加入のまま長期間放置していたことが判明した。労働保険の中でも労働者災害補償保険は、雇用者がいれば加入義務があると労働者災害補償保険法により定められており、未加入で労働者を雇用するのは違法行為である。同様に、労働保険の一つである雇用保険も、雇用保険法に加入規定が定められている。金子の事務所では「強制ということを失念していた」と説明しており、「飛友会」は2008年12月に労働保険に加入し2006年度分まで遡及して支払った。なお、2004年12月頃の時点で、自由民主党本部では関係する各団体に対し社会保険や労働保険に適切に加入するよう指導していた、と指摘されている。

## エピソード
- 2014年の第186回国会において、大臣、副大臣、政務官、補佐官、議長、副議長、委員長のいずれの要職にもついていなかったのみならず、質問、議員立法、質問主意書提出のいずれもなかったことが指摘された[18][19]。

## 所属団体・議員連盟
- 神道政治連盟国会議員懇談会[20]
- みんなで靖国神社に参拝する国会議員の会[20]
- TPP交渉における国益を守り抜く会

## 家族
- 父は衆議院議員、大蔵大臣、経済企画庁長官を務めた金子一平[要出典]。

## 選挙歴
| 当落 | 選挙                   | 執行日         | 年齢 | 選挙区    | 政党       | 得票数     | 得票率 | 定数 | 得票順位 /候補者数 | 政党内比例順位 /政党当選者数 |
| ---- | ---------------------- | -------------- | ---- | --------- | ---------- | ---------- | ------ | ---- | ------------------ | ---------------------------- |
| 当   | 第38回衆議院議員総選挙 | 1986年07月06日 | 43   | 旧岐阜2区 | 自由民主党 | 8万9772票  | 20.8%  | 4    | 2/7                | /                            |
| 当   | 第39回衆議院議員総選挙 | 1990年02月18日 | 47   | 旧岐阜2区 | 自由民主党 | 9万1628票  | 19.8%  | 4    | 1/7                | /                            |
| 当   | 第40回衆議院議員総選挙 | 1993年07月18日 | 50   | 旧岐阜2区 | 自由民主党 | 9万2503票  | 20.8%  | 4    | 2/6                | /                            |
| 当   | 第41回衆議院議員総選挙 | 1996年10月20日 | 53   | 比例東海  | 自由民主党 |            |        | 23   | /                  | 1/8                          |
| 当   | 第42回衆議院議員総選挙 | 2000年06月25日 | 57   | 岐阜4区   | 自由民主党 | 15万7761票 | 62.5%  | 1    | 1/3                | /                            |
| 当   | 第43回衆議院議員総選挙 | 2003年11月09日 | 60   | 比例東海  | 自由民主党 |            |        | 21   | /                  | 1/8                          |
| 当   | 第44回衆議院議員総選挙 | 2005年09月11日 | 62   | 岐阜4区   | 自由民主党 | 12万6921票 | 46.3%  | 1    | 1/4                | /                            |
| 当   | 第45回衆議院議員総選挙 | 2009年08月30日 | 66   | 岐阜4区   | 自由民主党 | 14万1679票 | 52.9%  | 1    | 1/3                | /                            |
| 当   | 第46回衆議院議員総選挙 | 2012年12月16日 | 69   | 岐阜4区   | 自由民主党 | 12万1761票 | 53.1%  | 1    | 1/4                | /                            |
| 当   | 第47回衆議院議員総選挙 | 2014年12月14日 | 71   | 岐阜4区   | 自由民主党 | 10万4139票 | 51.4%  | 1    | 1/3                | /                            |